# لایترانگومی
لایترانگومی (به لاتین: Lythrangomi) یک منطقهٔ مسکونی در قبرس است که در ناحیه فاماگوستا واقع شده‌است.

## خصوصیات
لایترانگومی ۲۲۸ نفر جمعیت دارد.